# Tiếng Gruzia
Tiếng Gruzia hay Tiếng Georgia (ქართული ენა chuyển tự kartuli ena, phát âm [kʰɑrtʰuli ɛnɑ]) là một ngôn ngữ Kartvelia được nói bởi người Gruzia, và là ngôn ngữ chính thức của Gruzia.
Tiếng Gruzia có một hệ thống chữ viết riêng, hệ chữ viết tiếng Gruzia.
Tiếng Gruzia là ngôn ngữ viết của cả những dân tộc nói các ngôn ngữ Kartvelia khác tại Gruzia: người Svan, người Mingrelia và người Laz.

## Phân loại
Tiếng Gruzia là ngôn ngữ Kartvelia phổ biến nhất. Ngữ hệ Kartvelia còn gồm có tiếng Svan, tiếng Mingrelia (chủ yếu được nói tại Tây Bắc Gruzia) và tiếng Laz (được nói dọc theo một phần bờ biển Đen của Thổ Nhĩ Kỳ, từ Melyat, Rize tới biên giới Gruzia).

## Phương ngữ
Tiếng Gruzia có các phương ngữ Imereti, Racha-Lechkhumi, Guria, Adjara, Imerkhevi (tại Thổ Nhĩ Kỳ), Kartli, Kakheti, Saingilo (tại Azerbaijan), Tusheti, Khevsureti, Khevi, Pshavi, Fereydan (tại Iran), Mtiuleti và Meskheti.

## Lịch sử
Lịch sử tiếng Gruzia có thể được chia thành:
- Tiếng Gruzia cổ thời đầu: thế kỷ V-8
- Tiếng Gruzia cổ cổ điển: thế kỷ IX–11
- Tiếng Gruzia trung đại: thế kỷ XI/12–17/18
- Tiếng Gruzia hiện đại: thế kỷ XVII/18 – nay

Tiếng Gruzia có chung một ngôn ngữ tổ tiên với tiếng Svan/Mingrelia/Laz. Tiếng Gruzia bắt đầu tách khỏi những ngôn ngữ Kartvelia khác vào khoảng thiên niên kỷ 1 TCN tại vương quốc Iberia (không liên quan đến bán đảo Iberia). Tiếng Gruzia nói có lẽ được nhắc đến lần đầu tiên trong một đoạn văn viết của nhà ngữ pháp học Marcus Cornelius Fronto từ thế kỷ thứ II: Fronto mường tượng cách người Iberia gọi hoàng đế Marcus Aurelius bằng "thứ tiếng khó hiểu" của họ.
Việc tiếng Gruzia phát triển thành ngôn ngữ viết là kết quả của việc người Gruzia cải đạo sang Kitô giáo vào giữa thế kỷ IV. Những văn bản tiếng Gruzia đầu tiên có niên đại từ thế kỷ V. Gruzia có một truyền thống văn học lâu đời. Tác phẩm văn học tiếng Gruzia cổ nhất còn sót lại là "Tsamebai tsmidisa Shushanikisi dedoplisai" (წამებაჲ წმიდისა შუშანიკისი დედოფლისაჲ) của Iakob Tsurtaveli, từ thế kỷ V.
Thể kỷ 11, tiếng Gruzia cổ phát triển thành tiếng Gruzia trung đại, đây là ngôn ngữ của vương quốc Gruzia trung cổ. Tác phẩm văn học kinh điển của Gruzia, "Vepkhistqaosani" (ვეფხისტყაოსანი), được sáng tác bởi Shota Rustaveli vào thế kỷ XII.
Năm 1629, Alphabetum Ibericum sive Georgianum cum Oratione và Dittionario giorgiano e italiano trở thành hai quyển sách in tiếng Gruzia đầu tiên sử dụng công cụ in từ Rome. Đây được xem là khởi đầu của tiếng Gruzia hiện đại.